# نيسان بيفل
نيسان بيفل (بالإنجليزية: Nissan Bevel)‏ هي سيارة من تصنيع شركة نيسان موتورز.